# Gandalf
Gandalf er navnet på en troldmand i J.R.R. Tolkiens bog Hobbitten og trilogien Ringenes Herre.

## Historie
Troldmand fra Midgård. I "Landet Hinsides Havene" var der en maia-ånd, Olórin, som levede i Valinor. Omkring år 1000 i solens tredje alder blev han valgt som en af de istari, som skulle drage til Midgård. Kendt som "Gandalf den Grå" hos mennesket, "Mithrandir" hos elverfolket, eller "den grå pilgrim" og "Tharkûn" hos dværgene.
Han havde skikkelse af en gammel, skægget mand med en karakteristisk blå spids hat og en grå kappe.
Ved sin ankomst til Midgård skænkede Círdan "Narya", "ringen af ild" til troldmanden. I over 2000 år kæmpede Gandalf mod den voksende ondskab i Midgård. I 2941 sendte Gandalf hobbitten Bilbo Sækker af sted sammen med en gruppe dværge for at tilintetgøre dragen Smaug ved foden af "Det ensomme bjerg". Efter at de havde vundet, fik Gandalf elversværdet Glamdring, som lyste med en svag kold blå farve, når der var orker i nærheden.
Det var også på denne tur, at Bilbo Sækker fandt herskerringen. Det var Gandalf, der genkendte "den ene ring" (herskerringen), og lærte sig hvordan man kunne ødelægge den.
I år 3018 opsøgte Gandalf Frodo Sækker i Herredet og sørgede for, at Bilbo videregav ringen til Frodo. Frodo blev sendt af sted mod Kløvedal. I Kløvedal blev Gandalf medlem af de ni, der skulle følge "ringbæreren" (som blev Frodo) til Dommedagsbjerget for at ødelægge ringen.
På rejsen mod Dommedagsbjerget, på broen ved Khazaddûm, kom Gandalf i kamp mod balroggen i Moria og blev kastet ned i Khazaddûms mørke. Her døde Gandalf men genopstod som Gandalf den Hvide, som ikke længere var bundet af de bånd der førhen havde stækket hans magiske kræfter så mennesket ikke skulle frygte ham som de frygtede Sauron.
I løbet af "Krigen om Ringen", var Gandalf den Hvide på sin hest Skyggefaxe alle steder: I Rohan hvor han inspirerede Kong Théoden til at gøre modstand mod Saruman, og han holdt Heksekongen tilbage ved portene til Minas-Tirith. Han kæmpede sammen med vesterlændingene ved foden af Den Sorte Port i Mordor, mens ringbæreren ødelagde herskerringen i ilden i Dommedagsbjerget.
Efter krigen overværede Gandalf genforeningen af Gondor og Arnor, og i 3021 rejste han med Frodo og Bilbo til "Landet Hinsides Havene".
I Peter Jacksons filmudgave af trilogien spiller skuespilleren Ian McKellen rollen som Gandalf.